# Західноукраїнська аматорська хокейна ліга
Західноукраїнська аматорська хокейна ліга (ЗАУХЛ, або ЗУХЛ) — аматорська хокейна ліга України, в якій виступали хокейні клуби Західної України.
Створена у 2005 році під назвою Регіональний чемпіонат Західної України.

## Історія
Західноукраїнська аматорська хокейна ліга була створена у 2005 році під назвою Регіональний чемпіонат Західної України., для розвитку та популяризації хокею на Західній Україні.

## Сезони ЗУАХЛ

### ЗУАХЛ 2005
У першому сезоні ЗУАХЛ, тоді ще Регіональному чемпіонаті Західної України, змагалися команди: ХК «Еней» (Дрогобич), ХК «Інвар» (Львів), ХК «Олімпія» (Калуш), ХК «ВІМ-Беркут» та ХК «ВІМ-Беркут-2» (Львів). Чемпіонат пройшов у два кола й завершився в травні. Переможцем першого Регіонального чемпіонату Західної України стала команда ХК «Олімпія» (Калуш). 

### ЗУАХЛ 2005-2006
У сезоні 2005-2006 років змагалися в ЗУАХЛ 7 команд: ХК «Еней» (Дрогобич), ХК «Інвар» (Львів), ХК «Олімпія» (Калуш), ХК «Динамо» (Львів), ХК «ВІМ-Беркут» та ХК «ВІМ-Беркут-2» (Львів) та ХК «Патріот» (Вінниця). Переможцем ліги стала команда ХК «Патріот» (Вінниця)

### ЗУАХЛ 2006—2007
У сезоні 2006—2007 в ЗУАХЛ взяли участь клуби: ХК «ВІМ-Беркут» (Львів), ХК «Львів» (Львів), ХК «Олімпія» (Калуш), ХК «Явір» (Яворів), ХК «Луцьк» (Луцьк), ХК «ВІМ-Беркут-2» (Львів), ХК «Львів-2» (Львів), ХК «Еней» (Дрогобич), ХК «Динамо» (Львів).
| Підсумкова турнірна таблиця сезону 2006—2007 | Підсумкова турнірна таблиця сезону 2006—2007 | Підсумкова турнірна таблиця сезону 2006—2007 | Підсумкова турнірна таблиця сезону 2006—2007 | Підсумкова турнірна таблиця сезону 2006—2007 | Підсумкова турнірна таблиця сезону 2006—2007 | Підсумкова турнірна таблиця сезону 2006—2007 | Підсумкова турнірна таблиця сезону 2006—2007 | Підсумкова турнірна таблиця сезону 2006—2007 | Підсумкова турнірна таблиця сезону 2006—2007 | Підсумкова турнірна таблиця сезону 2006—2007 |
| М                                            | Команда                                      | І                                            | В                                            | ВО                                           | ПО                                           | П                                            | ЗШ                                           | ПШ                                           | +/-                                          | О                                            |
| -------------------------------------------- | -------------------------------------------- | -------------------------------------------- | -------------------------------------------- | -------------------------------------------- | -------------------------------------------- | -------------------------------------------- | -------------------------------------------- | -------------------------------------------- | -------------------------------------------- | -------------------------------------------- |
| 1.                                           | ХК «ВІМ-Беркут» (Львів)                      | 16                                           | 15                                           | 0                                            | 0                                            | 1                                            | 113                                          | 25                                           | 88                                           | 45                                           |
| 2.                                           | ХК «Львів» (Львів)                           | 16                                           | 13                                           | 0                                            | 1                                            | 2                                            | 115                                          | 26                                           | 89                                           | 40                                           |
| 3.                                           | ХК «Олімпія» (Калуш)                         | 16                                           | 12                                           | 0                                            | 0                                            | 4                                            | 68                                           | 46                                           | 22                                           | 36                                           |
| 4.                                           | ХК «Явір» (Яворів)                           | 16                                           | 8                                            | 0                                            | 1                                            | 7                                            | 48                                           | 54                                           | -6                                           | 25                                           |
| 5.                                           | ХК «Луцьк» (Луцьк)                           | 16                                           | 6                                            | 0                                            | 1                                            | 9                                            | 34                                           | 56                                           | -22                                          | 19                                           |
| 6.                                           | ХК «ВІМ-Беркут-2» (Львів)                    | 16                                           | 5                                            | 0                                            | 0                                            | 11                                           | 47                                           | 66                                           | -19                                          | 15                                           |
| 7.                                           | ХК «Львів-2» (Львів)                         | 16                                           | 5                                            | 0                                            | 0                                            | 11                                           | 26                                           | 75                                           | -49                                          | 15                                           |
| 8.                                           | ХК «Еней» (Дрогобич)                         | 16                                           | 4                                            | 0                                            | 0                                            | 12                                           | 33                                           | 74                                           | -41                                          | 12                                           |
| 9.                                           | ХК «Динамо» (Львів)                          | 16                                           | 2                                            | 0                                            | 1                                            | 13                                           | 20                                           | 82                                           | -62                                          | 7                                            |

### ЗУАХЛ 2007—2008
У сезоні 2007—2008 років ЗУАХЛ вперше взяла участь команда ХК «Фаворит» (Рівне).
| Підсумкова турнірна таблиця сезону 2007—2008 | Підсумкова турнірна таблиця сезону 2007—2008 | Підсумкова турнірна таблиця сезону 2007—2008 | Підсумкова турнірна таблиця сезону 2007—2008 | Підсумкова турнірна таблиця сезону 2007—2008 | Підсумкова турнірна таблиця сезону 2007—2008 | Підсумкова турнірна таблиця сезону 2007—2008 | Підсумкова турнірна таблиця сезону 2007—2008 | Підсумкова турнірна таблиця сезону 2007—2008 | Підсумкова турнірна таблиця сезону 2007—2008 | Підсумкова турнірна таблиця сезону 2007—2008 |
| М                                            | Команда                                      | І                                            | В                                            | ВО                                           | ПО                                           | П                                            | ЗШ                                           | ПШ                                           | +/-                                          | О                                            |
| -------------------------------------------- | -------------------------------------------- | -------------------------------------------- | -------------------------------------------- | -------------------------------------------- | -------------------------------------------- | -------------------------------------------- | -------------------------------------------- | -------------------------------------------- | -------------------------------------------- | -------------------------------------------- |
| 1.                                           | ХК «Ватра» (Івано-Франківськ)                | 18                                           | 16                                           | 0                                            | 1                                            | 1                                            | 153                                          | 30                                           | 123                                          | 49                                           |
| 2.                                           | ХК «Львів» (Львів)                           | 18                                           | 14                                           | 0                                            | 2                                            | 2                                            | 115                                          | 27                                           | 88                                           | 44                                           |
| 3.                                           | ХК «ВІМ-Беркут» (Львів)                      | 18                                           | 13                                           | 0                                            | 2                                            | 3                                            | 115                                          | 46                                           | 69                                           | 41                                           |
| 4.                                           | ХК «Явір» (Яворів)                           | 18                                           | 12                                           | 0                                            | 1                                            | 5                                            | 87                                           | 57                                           | 30                                           | 37                                           |
| 5.                                           | ХК «Луцьк» (Луцьк)                           | 18                                           | 10                                           | 0                                            | 1                                            | 7                                            | 57                                           | 44                                           | 13                                           | 31                                           |
| 6.                                           | ХК «Фаворит» (Рівне)                         | 18                                           | 6                                            | 0                                            | 2                                            | 10                                           | 42                                           | 75                                           | -33                                          | 20                                           |
| 7.                                           | ХК «Еней» (Дрогобич)                         | 18                                           | 5                                            | 0                                            | 3                                            | 10                                           | 73                                           | 100                                          | -27                                          | 18                                           |
| 8.                                           | ХК «ВІМ-Беркут-2» (Львів)                    | 18                                           | 5                                            | 0                                            | 2                                            | 11                                           | 51                                           | 91                                           | -40                                          | 17                                           |
| 9.                                           | ХК «Львів-2» (Львів)                         | 18                                           | 2                                            | 0                                            | 0                                            | 16                                           | 24                                           | 93                                           | -69                                          | 6                                            |
| 10.                                          | ХК «Олімпія» (Калуш)                         | 18                                           | 0                                            | 0                                            | 0                                            | 18                                           | 17                                           | 171                                          | -154                                         | 0                                            |

### ЗУАХЛ 2008—2009
Федерація хокею України з метою популяризації гри вирішила об'єднати всі команди в одній лізі, поділивши їх на три дивізіони. Дві команди зі Львова — ХК «Львів» та ХК «ВІМ–Беркут» об'єдналися під назвою ХК «Експрес» (Львів) для участі в Чемпіонаті України з хокею 2008—2009. У ЗУХЛ виступала однойменна аматорська команда ХК «Експрес». Також у ЗУАХЛ вперше взяла участь команда ХК «Ватра» (Новий Розділ) та ХК «Чернівецькі пінгвіни» (Чернівці). 
| Підсумкова турнірна таблиця сезону 2008—2009 | Підсумкова турнірна таблиця сезону 2008—2009 | Підсумкова турнірна таблиця сезону 2008—2009 | Підсумкова турнірна таблиця сезону 2008—2009 | Підсумкова турнірна таблиця сезону 2008—2009 | Підсумкова турнірна таблиця сезону 2008—2009 | Підсумкова турнірна таблиця сезону 2008—2009 | Підсумкова турнірна таблиця сезону 2008—2009 | Підсумкова турнірна таблиця сезону 2008—2009 | Підсумкова турнірна таблиця сезону 2008—2009 | Підсумкова турнірна таблиця сезону 2008—2009 |
| М                                            | Команда                                      | І                                            | В                                            | ВО                                           | ПО                                           | П                                            | ЗШ                                           | ПШ                                           | +/-                                          | О                                            |
| -------------------------------------------- | -------------------------------------------- | -------------------------------------------- | -------------------------------------------- | -------------------------------------------- | -------------------------------------------- | -------------------------------------------- | -------------------------------------------- | -------------------------------------------- | -------------------------------------------- | -------------------------------------------- |
| 1.                                           | ХК «Ватра» (Новий Розділ)                    | 18                                           | 16                                           | 0                                            | 1                                            | 1                                            | 148                                          | 28                                           | 120                                          | 49                                           |
| 2.                                           | ХК «Луцьк» (Луцьк)                           | 18                                           | 16                                           | 0                                            | 1                                            | 1                                            | 132                                          | 26                                           | 106                                          | 49                                           |
| 3.                                           | ХК «Явір» (Яворів)                           | 18                                           | 14                                           | 0                                            | 2                                            | 2                                            | 101                                          | 42                                           | 59                                           | 44                                           |
| 4.                                           | ХК «Експрес» (Львів)                         | 18                                           | 11                                           | 0                                            | 0                                            | 7                                            | 96                                           | 55                                           | 41                                           | 33                                           |
| 5.                                           | ХК «Фаворит» (Рівне)                         | 18                                           | 8                                            | 0                                            | 2                                            | 8                                            | 74                                           | 91                                           | -17                                          | 26                                           |
| 6.                                           | ХК «Еней» (Дрогобич)                         | 18                                           | 5                                            | 0                                            | 4                                            | 9                                            | 40                                           | 87                                           | -47                                          | 19                                           |
| 7.                                           | ХК «Чернівецькі пінгвіни» (Чернівці)         | 18                                           | 5                                            | 0                                            | 2                                            | 11                                           | 79                                           | 118                                          | -39                                          | 17                                           |
| 8.                                           | ХК «ВІМ-Беркут» (Львів)                      | 18                                           | 3                                            | 0                                            | 2                                            | 13                                           | 40                                           | 94                                           | -54                                          | 11                                           |
| 9.                                           | ХК «Львів» (Львів)                           | 18                                           | 2                                            | 0                                            | 2                                            | 14                                           | 22                                           | 107                                          | -85                                          | 8                                            |
| 10.                                          | ХК «Олімпія» (Калуш)                         | 18                                           | 2                                            | 0                                            | 0                                            | 16                                           | 38                                           | 122                                          | -84                                          | 6                                            |

### ЗУАХЛ 2009—2010
У сезоні 2009-2010 шість команд ліги: ХК «ВІМ-Беркут» (Львів), ХК «Луцьк» (Луцьк), ХК «Експрес» (Львів), ХК «Ватра» (Івано-Франківськ), ХК «Явір» (Яворів) та ХК «Олімпія» (Калуш), виступали у Чемпіонаті України з хокею, в Дивізіоні «С». Поєдинки між ними йшли в залік як національної першості, так і чемпіонату ЗУАЛ. 
У січні 2010 року ХК Ватра (Івано-Франківськ) була дискваліфікована та знята з турніру, через те, що 9 січня 2010 ХК «Луцьк» відмовився від гри через заявлених у «Ватрі» гравців, які були відсутні у регламенті Західноукраїнської ліги (заявлені тільки у регламенті ФХУ), а також зрив без жодних підстав календарних ігор чемпіонату.
Також було дискваліфіковано ХК «Чернівецькі пінгвіни» (Чернівці), за участь у матчах гравців, які не були заявлені належним чином.
| Підсумкова турнірна таблиця сезону 2009—2010 | Підсумкова турнірна таблиця сезону 2009—2010 | Підсумкова турнірна таблиця сезону 2009—2010 | Підсумкова турнірна таблиця сезону 2009—2010 | Підсумкова турнірна таблиця сезону 2009—2010 | Підсумкова турнірна таблиця сезону 2009—2010 | Підсумкова турнірна таблиця сезону 2009—2010 | Підсумкова турнірна таблиця сезону 2009—2010 | Підсумкова турнірна таблиця сезону 2009—2010 | Підсумкова турнірна таблиця сезону 2009—2010 | Підсумкова турнірна таблиця сезону 2009—2010 |
| М                                            | Команда                                      | І                                            | В                                            | ВО                                           | ПО                                           | П                                            | ЗШ                                           | ПШ                                           | +/-                                          | О                                            |
| -------------------------------------------- | -------------------------------------------- | -------------------------------------------- | -------------------------------------------- | -------------------------------------------- | -------------------------------------------- | -------------------------------------------- | -------------------------------------------- | -------------------------------------------- | -------------------------------------------- | -------------------------------------------- |
| 1.                                           | ХК «Експрес» (Львів)                         | 20                                           | 18                                           | 0                                            | 0                                            | 2                                            | 145                                          | 37                                           | 108                                          | 54                                           |
| 2.                                           | ХК «Луцьк» (Луцьк)                           | 20                                           | 17                                           | 0                                            | 1                                            | 2                                            | 146                                          | 34                                           | 112                                          | 52                                           |
| 3.                                           | ХК «Олімпія» (Калуш)                         | 20                                           | 17                                           | 0                                            | 1                                            | 2                                            | 135                                          | 39                                           | 96                                           | 52                                           |
| 4.                                           | ХК «Явір» (Яворів)                           | 20                                           | 13                                           | 0                                            | 1                                            | 6                                            | 112                                          | 67                                           | 45                                           | 40                                           |
| 5.                                           | ХК «Фаворит» (Рівне)                         | 20                                           | 10                                           | 0                                            | 1                                            | 9                                            | 75                                           | 71                                           | 4                                            | 31                                           |
| 6.                                           | ХК «Еней» (Дрогобич)                         | 20                                           | 6                                            | 0                                            | 2                                            | 12                                           | 56                                           | 93                                           | -37                                          | 20                                           |
| 7.                                           | ХК «Подоляни» (Тернопіль)                    | 20                                           | 4                                            | 0                                            | 6                                            | 10                                           | 55                                           | 94                                           | -39                                          | 18                                           |
| 8.                                           | ХК «Ротор» (Хмельницький)                    | 20                                           | 5                                            | 0                                            | 2                                            | 13                                           | 61                                           | 127                                          | -66                                          | 17                                           |
| 9.                                           | ХК «Львів» (Львів)                           | 20                                           | 3                                            | 0                                            | 4                                            | 13                                           | 46                                           | 99                                           | -53                                          | 13                                           |
| 10.                                          | ХК «ВІМ-Беркут» (Львів)                      | 20                                           | 3                                            | 0                                            | 3                                            | 14                                           | 31                                           | 120                                          | -89                                          | 12                                           |
| 11.                                          | ХК «Червоноград» (Червоноград)               | 20                                           | 3                                            | 0                                            | 1                                            | 16                                           | 46                                           | 127                                          | -81                                          | 10                                           |

Найкращі гравці сезону 2009—2010:
- воротар — Артур Гайсин (ХК «Еней» Дрогобич)
- захисник — Михайло Чиканцев (ХК «Експрес» Львів)
- нападник — Сергій Русанов (ХК «Луцьк»)

### ЗУАХЛ 2010—2011
У сезоні 2010—2011 років у ЗУАХЛ змагалося дев'ять команд, серед яких шість презентували Львівської області (ХК «Експрес», ХК «Львів», ХК «Явір», ХК «ВІМ-Беркут», ХК «Червоноград», ХК «Еней»), та по одному представнику Волині (ХК «Луцьк»), Рівненщини (ХК «Фаворит») та Прикарпаття (ХК «Олімпія»). 
Регламент змагань ЗУХЛ залишається незмінною, команди зіграли у два коли по 16 матчів кожна. По завершенні регулярного чемпіонату було заплановано матчі плей-оф із клубами Регіональної Хокейної Ліги (Тернопільської, Хмельницької, Вінницької, Чернівецької області). Зокрема серед клубів цієї ліги є учасники минулорічного чемпіонату ЗУХЛ, які у сезоні 2010—2011 вимушені грати в РХЛ через відсутність ковзанок стандартних розмірів. 
| Підсумкова турнірна таблиця сезону 2010—2011 | Підсумкова турнірна таблиця сезону 2010—2011 | Підсумкова турнірна таблиця сезону 2010—2011 | Підсумкова турнірна таблиця сезону 2010—2011 | Підсумкова турнірна таблиця сезону 2010—2011 | Підсумкова турнірна таблиця сезону 2010—2011 | Підсумкова турнірна таблиця сезону 2010—2011 | Підсумкова турнірна таблиця сезону 2010—2011 | Підсумкова турнірна таблиця сезону 2010—2011 | Підсумкова турнірна таблиця сезону 2010—2011 | Підсумкова турнірна таблиця сезону 2010—2011 |
| М                                            | Команда                                      | І                                            | В                                            | ВО                                           | ПО                                           | П                                            | ЗШ                                           | ПШ                                           | +/-                                          | О                                            |
| -------------------------------------------- | -------------------------------------------- | -------------------------------------------- | -------------------------------------------- | -------------------------------------------- | -------------------------------------------- | -------------------------------------------- | -------------------------------------------- | -------------------------------------------- | -------------------------------------------- | -------------------------------------------- |
| 1.                                           | ХК «Луцьк» (Луцьк)                           | 16                                           | 14                                           | 0                                            | 1                                            | 1                                            | 103                                          | 29                                           | 74                                           | 43                                           |
| 2.                                           | ХК «Експрес» (Львів)                         | 16                                           | 13                                           | 0                                            | 1                                            | 2                                            | 102                                          | 48                                           | 54                                           | 40                                           |
| 3.                                           | ХК «Олімпія» (Калуш)                         | 16                                           | 11                                           | 0                                            | 0                                            | 5                                            | 82                                           | 43                                           | 39                                           | 33                                           |
| 4.                                           | ХК «Явір» (Яворів)                           | 16                                           | 9                                            | 0                                            | 0                                            | 7                                            | 80                                           | 53                                           | 27                                           | 27                                           |
| 5.                                           | ХК «Фаворит» (Рівне)                         | 16                                           | 7                                            | 0                                            | 0                                            | 9                                            | 61                                           | 71                                           | -10                                          | 21                                           |
| 6.                                           | ХК «Еней» (Дрогобич)                         | 16                                           | 7                                            | 0                                            | 0                                            | 9                                            | 62                                           | 75                                           | -13                                          | 21                                           |
| 7.                                           | ХК «Львів» (Львів)                           | 16                                           | 5                                            | 0                                            | 0                                            | 11                                           | 39                                           | 77                                           | -38                                          | 15                                           |
| 8.                                           | ХК «Червоноград» (Червоноград)               | 16                                           | 4                                            | 0                                            | 0                                            | 12                                           | 38                                           | 80                                           | -42                                          | 12                                           |
| 9.                                           | ХК «ВІМ-Беркут» (Львів)                      | 16                                           | 1                                            | 0                                            | 0                                            | 15                                           | 26                                           | 117                                          | -91                                          | 3                                            |

### ЗУАХЛ 2011—2012
У сезоні 2011—2012 в ЗУАХЛ дебютували ХК «Ведмеді» (Ужгород) та ХК «Любарт» (Луцьк). Було прийнято декілька змін до Регламенту ліги. Дозволено виступати хокеїстам-аматорам з усіх регіонів України та світу (до цього команди комплектувалися виключно гравцями, котрі мали місцеву реєстрацію). З п'яти до двох років було скорочено термін відсутності професійного статусу у гравця, котрий виявив бажання грати в аматорських змаганнях. Знижено віковий ценз для юних учасників з 16-ти до 14-ти років, при наявності необхідних дозвільних документів.
Головою Оргкомітету переобраний Веніамін Мочніков, головним секретарем — Олександр Сеньків, головним суддею — Ігор Британ. 
Старт сезону розпочався 15 жовтня 2011 року. 
| Підсумкова турнірна таблиця сезону 2011—2012 | Підсумкова турнірна таблиця сезону 2011—2012 | Підсумкова турнірна таблиця сезону 2011—2012 | Підсумкова турнірна таблиця сезону 2011—2012 | Підсумкова турнірна таблиця сезону 2011—2012 | Підсумкова турнірна таблиця сезону 2011—2012 | Підсумкова турнірна таблиця сезону 2011—2012 | Підсумкова турнірна таблиця сезону 2011—2012 | Підсумкова турнірна таблиця сезону 2011—2012 | Підсумкова турнірна таблиця сезону 2011—2012 | Підсумкова турнірна таблиця сезону 2011—2012 |
| М                                            | Команда                                      | І                                            | В                                            | ВО                                           | ПО                                           | П                                            | ЗШ                                           | ПШ                                           | +/-                                          | О                                            |
| -------------------------------------------- | -------------------------------------------- | -------------------------------------------- | -------------------------------------------- | -------------------------------------------- | -------------------------------------------- | -------------------------------------------- | -------------------------------------------- | -------------------------------------------- | -------------------------------------------- | -------------------------------------------- |
| 1.                                           | ХК «Явір» (Яворів)                           | 18                                           | 18                                           | 0                                            | 0                                            | 0                                            | 132                                          | 42                                           | 90                                           | 54                                           |
| 2.                                           | ХК «Нафтохімік» (Калуш)                      | 18                                           | 13                                           | 0                                            | 0                                            | 5                                            | 121                                          | 42                                           | 79                                           | 39                                           |
| 3.                                           | ХК «Червоноград» (Червоноград)               | 18                                           | 12                                           | 0                                            | 2                                            | 4                                            | 97                                           | 48                                           | 49                                           | 38                                           |
| 4.                                           | ХК «Експрес» (Львів)                         | 18                                           | 12                                           | 0                                            | 1                                            | 5                                            | 92                                           | 57                                           | 36                                           | 37                                           |
| 5.                                           | ХК «Фаворит» (Рівне)                         | 18                                           | 9                                            | 0                                            | 1                                            | 8                                            | 78                                           | 58                                           | 20                                           | 28                                           |
| 6.                                           | ХК «Львів» (Львів)                           | 18                                           | 8                                            | 0                                            | 2                                            | 8                                            | 57                                           | 58                                           | -1                                           | 26                                           |
| 7.                                           | ХК «Ведмеді» (Ужгород)                       | 18                                           | 7                                            | 0                                            | 2                                            | 9                                            | 88                                           | 89                                           | -11                                          | 23                                           |
| 8.                                           | ХК «Еней» (Дрогобич)                         | 18                                           | 4                                            | 0                                            | 0                                            | 14                                           | 38                                           | 97                                           | -59                                          | 12                                           |
| 9.                                           | ХК «Любарт» (Луцьк)                          | 18                                           | 3                                            | 0                                            | 0                                            | 15                                           | 47                                           | 119                                          | -72                                          | 9                                            |
| 10.                                          | ХК «ВІМ-Беркут» (Львів)                      | 18                                           | 0                                            | 0                                            | 0                                            | 18                                           | 23                                           | 163                                          | -140                                         | 0                                            |

### ЗУАХЛ 2012—2013
Перед початком сезону 2012—2013 дві львівські команди ХК «ВІМ-Беркут» та ХК «Експрес» вирішили об'єднатися в одну хокейну дружину і виступатимуть під назвою ХК «Беркут-Експрес».  
| Підсумкова турнірна таблиця сезону 2012—2013 | Підсумкова турнірна таблиця сезону 2012—2013 | Підсумкова турнірна таблиця сезону 2012—2013 | Підсумкова турнірна таблиця сезону 2012—2013 | Підсумкова турнірна таблиця сезону 2012—2013 | Підсумкова турнірна таблиця сезону 2012—2013 | Підсумкова турнірна таблиця сезону 2012—2013 | Підсумкова турнірна таблиця сезону 2012—2013 | Підсумкова турнірна таблиця сезону 2012—2013 | Підсумкова турнірна таблиця сезону 2012—2013 | Підсумкова турнірна таблиця сезону 2012—2013 |
| М                                            | Команда                                      | І                                            | В                                            | ВО                                           | ПО                                           | П                                            | ЗШ                                           | ПШ                                           | +/-                                          | О                                            |
| -------------------------------------------- | -------------------------------------------- | -------------------------------------------- | -------------------------------------------- | -------------------------------------------- | -------------------------------------------- | -------------------------------------------- | -------------------------------------------- | -------------------------------------------- | -------------------------------------------- | -------------------------------------------- |
| 1.                                           | ХК «Явір» (Яворів)                           | 14                                           | 13                                           | 0                                            | 1                                            | 0                                            | 122                                          | 30                                           | 92                                           | 40                                           |
| 2.                                           | ХК «Луцьк» (Луцьк)                           | 14                                           | 12                                           | 0                                            | 1                                            | 1                                            | 70                                           | 20                                           | 50                                           | 37                                           |
| 3.                                           | ХК «Червоноград» (Червоноград)               | 14                                           | 7                                            | 0                                            | 1                                            | 6                                            | 59                                           | 42                                           | 17                                           | 22                                           |
| 4.                                           | ХК «Нафтохімік» (Калуш)                      | 14                                           | 7                                            | 0                                            | 1                                            | 6                                            | 57                                           | 41                                           | 16                                           | 22                                           |
| 5.                                           | ХК «Львів» (Львів)                           | 14                                           | 4                                            | 0                                            | 0                                            | 10                                           | 44                                           | 66                                           | -22                                          | 12                                           |
| 6.                                           | ХК «Ведмеді» (Ужгород)                       | 14                                           | 4                                            | 0                                            | 0                                            | 10                                           | 37                                           | 69                                           | -32                                          | 12                                           |
| 7.                                           | ХК «Еней» (Дрогобич)                         | 14                                           | 2                                            | 0                                            | 0                                            | 12                                           | 21                                           | 77                                           | -56                                          | 6                                            |
| 8.                                           | ХК «Беркут-Експрес» (Львів)                  | 14                                           | 0                                            | 0                                            | 0                                            | 14                                           | 21                                           | 86                                           | -65                                          | 0                                            |

31 грудня 2013 року не відбулися матчі між командами: ХК «Еней» — ХК «Нафтохімік», ХК «Львів» — ХК «Еней», ХК «Ведмеді» — ХК «Беркут-Експрес», ХК «Нафтохімік» — ХК «Львів», ХК «Ведмеді» — ХК «Червоноград».
У 2013 році ЗАУХЛ припинила своє існування, замість неї стартував Відкритий Чемпіонат Львівської області, у якому взяли участь сім команд: ХК «Явір» (Яворів), ХК «ВІМ-Беркут» (Львів), ХК «Львів» (Львів), ХК «Еней» (Дрогобич), ХК «Беркут» (Львів), ХК «Кордон» (Рава-Руська), ХК «Західний Вітер» (Новояворівськ).